# Гранд Джънкшън
Гранд Джънкшън (на английски: Grand Junction) е град в окръг Мейса, щата Колорадо, САЩ. Гранд Джънкшън е с население от 53 662 жители (2007) и обща площ от 80,5 km². Намира се на 1397 m надморска височина. ЗИП кодът му е 81501-81507, а телефонният му код е 970.